# 첼되묄크

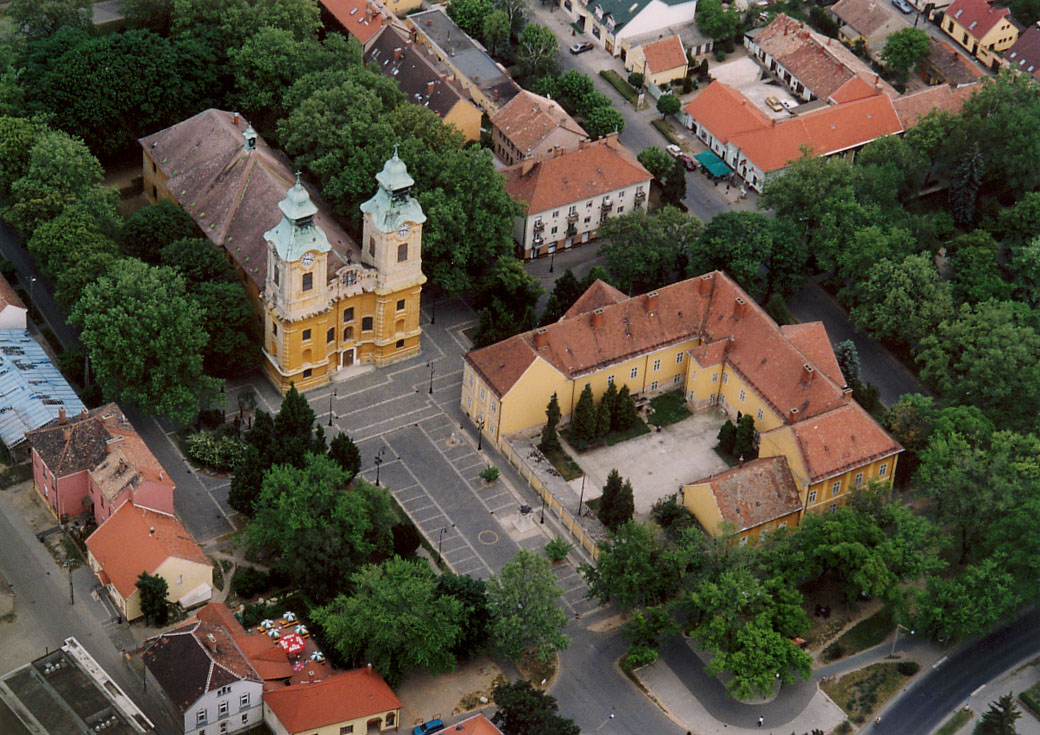
첼되묄크

첼되묄크(헝가리어: Celldömölk)는 헝가리 버시주의 도시로 면적은 52.39km2, 인구는 11,478명(2004년 기준), 인구 밀도는 219.08명/km2이다.

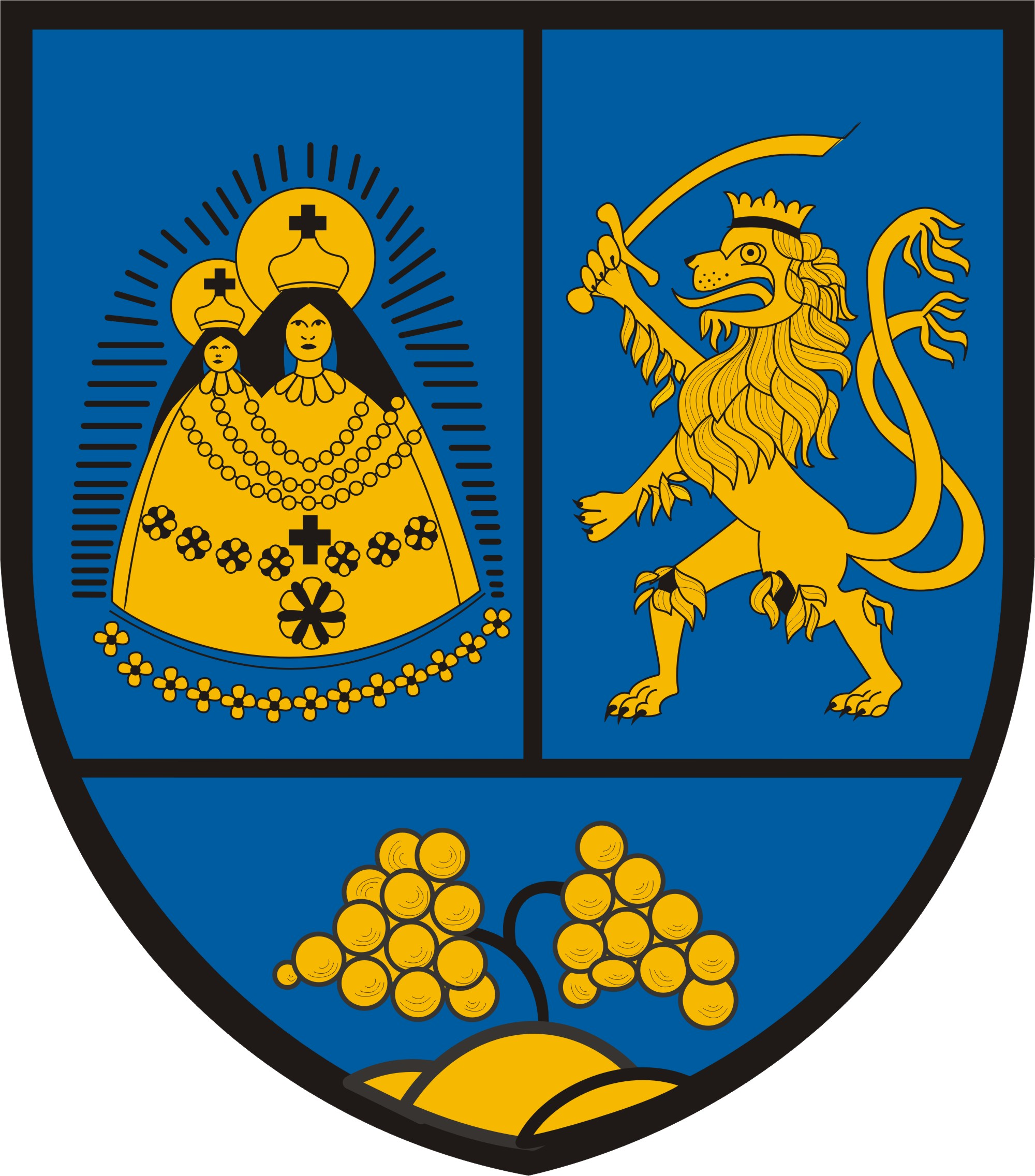
시 문장